# 横板珊瑚亚纲
橫板珊瑚亞綱（Tabulata）是珊瑚纲下的一個已全部滅絕的珊瑚亚纲又成為床板珊瑚。主要繁盛在古生代。

## 名字
由於在海底固定著生活，所以具有很發達的床板(tabulae)而得名。

## 特徵
牠們大部分是群居的，是由形成單個六角形珊瑚蟲個體所組成的珊瑚，外觀類似蜂巢。相鄰的珊瑚從個體會由多具連接的構造。它們的特點是每個細胞內都會有發達的床板（tabulae），但幾乎沒有垂直內部隔板（septa）。 珊瑚蟲個體長度一般0.5～4毫米，不過聚集也大1~7公分的珊瑚化石大小。

## 歷史
橫板珊瑚亞綱是由寒武紀大爆發的其中一個珊瑚分支，甚至比皺紋珊瑚還要早2400萬年。在之後成功地躲過奧陶紀-志留紀滅絕事件、泥盆紀後期滅絕事件、二疊紀-三疊紀滅絕事件、不過在三疊紀的卡尼期洪積事件（Carnian Pluvial Event）滅絕了。

## 分類
- †喇叭孔珊瑚目 Auloporida Sokolov, 1947
- †蜂巢珊瑚目 Favositida Wedekind, 1937
- †链珊瑚目Halysitida Sokolov, 1962
- †日射珊瑚目 Heliolitida Frech, 1897
- †苔癬珊瑚目 Lichenariida Murray, 1985
- †多孔珊瑚目 Sarcinulida Sokolov, 1962
- †細管珊瑚目Syringoporida Sokolov, 1962
  - †橫板珊瑚亞綱地位未定 Tabulata incertae sedis
    - †Somphophora屬 Lindström, 1883